# Episodi di Tales of Wells Fargo (quarta stagione)
La quarta stagione della serie televisiva Tales of Wells Fargo è andata in onda negli Stati Uniti dal 7 settembre 1959 al 30 maggio 1960 sulla NBC.
| nº | Titolo originale          | Prima TV USA      |
| -- | ------------------------- | ----------------- |
| 1  | Young Jim Hardie          | 7 settembre 1959  |
| 2  | Desert Showdown           | 14 settembre 1959 |
| 3  | The Warrior's Return      | 21 settembre 1959 |
| 4  | The Jackass               | 28 settembre 1959 |
| 5  | The Stage Line            | 5 ottobre 1959    |
| 6  | The Train Robbery         | 12 ottobre 1959   |
| 7  | Double Reverse            | 19 ottobre 1959   |
| 8  | Tom Horn                  | 26 ottobre 1959   |
| 9  | The Quiet Village         | 2 novembre 1959   |
| 10 | Home Town                 | 16 novembre 1959  |
| 11 | End of a Legend           | 23 novembre 1959  |
| 12 | Return of Doc Bell        | 30 novembre 1959  |
| 13 | Woman with a Gun          | 7 dicembre 1959   |
| 14 | Long Odds                 | 14 dicembre 1959  |
| 15 | Wanted: Jim Hardie        | 21 dicembre 1959  |
| 16 | Relay Station             | 28 dicembre 1959  |
| 17 | Cole Younger              | 4 gennaio 1960    |
| 18 | The Easterner             | 11 gennaio 1960   |
| 19 | The Governor's Visit      | 18 gennaio 1960   |
| 20 | The Journey               | 25 gennaio 1960   |
| 21 | The Canyon                | 1º febbraio 1960  |
| 22 | Red Ransom                | 8 febbraio 1960   |
| 23 | The English Woman         | 15 febbraio 1960  |
| 24 | Forty-Four Forty          | 29 febbraio 1960  |
| 25 | The Late Mayor Brown      | 7 marzo 1960      |
| 26 | Black Trail               | 14 marzo 1960     |
| 27 | The Great Bullion Robbery | 21 marzo 1960     |
| 28 | The Outlaw's Wife         | 28 marzo 1960     |
| 29 | The Town                  | 4 aprile 1960     |
| 30 | The Trading Post          | 11 aprile 1960    |
| 31 | Dead Man's Street         | 18 aprile 1960    |
| 32 | Threat of Death           | 25 aprile 1960    |
| 33 | Dealer's Choice           | 2 maggio 1960     |
| 34 | Pearl Hart                | 9 maggio 1960     |
| 35 | Vasquez                   | 16 maggio 1960    |
| 36 | Kid Brother               | 23 maggio 1960    |
| 37 | Man for the Job           | 30 maggio 1960    |

## Young Jim Hardie
- Prima televisiva: 7 settembre 1959

### Trama
- Guest star: Walter Sande (Tom Clark), John Dehner (High Willy Crane), Robert Nicholas (Butler), Kelly Thordsen (Freight Car)

## Desert Showdown
- Prima televisiva: 14 settembre 1959

### Trama
- Guest star: Gregory Walcott (Tyler), Armand Alzamora (Yaqui Kid), Al Wyatt (Keyhole), George D. Wallace (Bedell), Dick Rich (South), Míriam Colón (Rita)

## The Warrior's Return
- Prima televisiva: 21 settembre 1959

### Trama
- Guest star: Don Megowan (O'Malley), Marie Windsor (Dolly), Gregg Palmer (Deputy)

## The Jackass
- Prima televisiva: 28 settembre 1959

### Trama
- Guest star: Kathleen Crowley (Gilda), Peter Adams (Westcott), William Tannen (Coulter)

## The Stage Line
- Prima televisiva: 5 ottobre 1959

### Trama
- Guest star: Carolyn Craig (Ann), James Franciscus (Joe Braddock), Wally Richard (Kenner), John Pickard (Langer)

## The Train Robbery
- Prima televisiva: 12 ottobre 1959

### Trama
- Guest star: Jeanne Bates (Amy), John Doucette (Matt), Al Wyatt (Jed), Kay E. Kuter (Slim), Bing Russell (Gig), Mata Cotday (Ruby), Richard Shannon (Dick), Dan Sheridan (Cy)

## Double Reverse
- Prima televisiva: 19 ottobre 1959

### Trama
- Guest star: Judith Evelyn (Ann Rawfins), Joseph Sullivan (Josh), Denver Pyle (Wilt), Kim Charney (Jody)

## Tom Horn
- Prima televisiva: 26 ottobre 1959

### Trama
- Guest star: Les Johnson (Tom Horn), Gilman Rankin (Foreman), Gregory Walcott (sergente), Anthony Caruso (Broken Hand), Charles McClellan (sceriffo)

## The Quiet Village
- Prima televisiva: 2 novembre 1959

### Trama
- Guest star: Katherine Squire (Louise), Jack Lester (Henry), John Anderson (sceriffo), Tom Laughlin (Jess Wilson)

## Home Town
- Prima televisiva: 16 novembre 1959

### Trama
- Guest star: Jennifer Holt (Ella), Ben Cooper (Matthew Land), Craig Duncan (Biler), Leroy Johnson (Lasser), Lee Papek (Lopez), Leonard P. Geer (Bass)

## End of a Legend
- Prima televisiva: 23 novembre 1959
- Diretto da: David Lowell Rich
- Scritto da: Samuel A. Peeples

### Trama
- Guest star: Philip Coolidge (Old John), John Larch (Johnny Caine), Vivi Janiss (Elsie), Ward Wood (Bob Caine), Tyler McVey (sceriffo), Dick Wilson (proprietario del Caffè), John Holland (cittadino), Troy Melton (scagnozzo)

## Return of Doc Bell
- Prima televisiva: 30 novembre 1959

### Trama
- Guest star: Edward Platt (Doc Bell), Logan Field (Baker), Bobby Hall (Garvey), William Keene (Huggins)

## Woman with a Gun
- Prima televisiva: 7 dicembre 1959

### Trama
- Guest star: Madlyn Rhue (Linda), William A. Forester (Klinger)

## Long Odds
- Prima televisiva: 14 dicembre 1959

### Trama
- Guest star: Mary La Roche (Lorna Terret), Russ Conway (Dangler), Roscoe Ates (Renton)

## Wanted: Jim Hardie
- Prima televisiva: 21 dicembre 1959

### Trama
- Guest star: Beverly Tyler (Polly), Richard Shannon (Wade), Bing Russell (Tom), Duane Cress (Greg), Robert Carricart (Pedro)

## Relay Station
- Prima televisiva: 28 dicembre 1959

### Trama
- Guest star: Lori Nelson (Susan), Wynn Pearce (Logan), James Westerfield (Brock)

## Cole Younger
- Prima televisiva: 4 gennaio 1960

### Trama
- Guest star: Royal Dano (Cole Younger), Patty Ann Gerrity (Inger), George Keymas (Charlie Pitts)

## The Easterner
- Prima televisiva: 11 gennaio 1960

### Trama
- Guest star: Gerald Mohr (Dan Mulvaney), Joanna Moore (Arlene Howell), Dick Rich (Scar Wilson), Jason Johnson (Steve)

## The Governor's Visit
- Prima televisiva: 18 gennaio 1960

### Trama
- Guest star: Wendell Holmes (governatore), Tom McKee (sceriffo), Mari Blanchard (Kitty), Mari Lynn (Brandy)

## The Journey
- Prima televisiva: 25 gennaio 1960

### Trama
- Guest star: Robert Cornthwaite (Dodd), Coleen Gray (Sandra), Britt Lomond (Haggerty), Earle Hodgins (Rankin), Oliver Cliff (Bodkins)

## The Canyon
- Prima televisiva: 1º febbraio 1960

### Trama
- Guest star: Bruce Gordon (Garner), Jean Ingram (Jane), Harry Bartell (Fred Kimball), Andy Clyde (Pop)

## Red Ransom
- Prima televisiva: 8 febbraio 1960

### Trama
- Guest star: Nancy Crawford (Jenny), Frank DeKova (Joe Black), John Alderson (Clay)

## The English Woman
- Prima televisiva: 15 febbraio 1960

### Trama
- Guest star: Adrienne Reys (Vickie), Wesley Lau (Hank), Gene Roth (Hodson)

## Forty-Four Forty
- Prima televisiva: 29 febbraio 1960

### Trama
- Guest star: Chris Alcaide (Notch Duggin), Roy Barcroft (Olsen), Peter Whitney (Big Duggin)

## The Late Mayor Brown
- Prima televisiva: 7 marzo 1960

### Trama
- Guest star: Gail Kobe (Kate Brown), John Stephenson (Miles Rogers), George Mitchell (Fogarty), Vic Perrin (Ben Locust), Charles Cooper (Sonny)

## Black Trail
- Prima televisiva: 14 marzo 1960

### Trama
- Guest star: Dianne Foster (Elaine), Ron Robel (Burch), Maury Hill (Davis), Virginia Eiler (Mrs. Davis)

## The Great Bullion Robbery
- Prima televisiva: 21 marzo 1960

### Trama
- Guest star: Ed Kemmer (Joe), Joyce Taylor (Ann), George Ramsey (Trager), Jan Merlin (Johnny)

## The Outlaw's Wife
- Prima televisiva: 28 marzo 1960

### Trama
- Guest star: Robert Strong (Marshal), Cassie Case (Elsie), John Archer (Pete), Patricia Huston (Marge)

## The Town
- Prima televisiva: 4 aprile 1960

### Trama
- Guest star: Mary Webster (Lucy Potter), Rhys Williams (Jim Crook), Bert Remsen (Burkett), Robert Foulk (Fallon)

## The Trading Post
- Prima televisiva: 11 aprile 1960

### Trama
- Guest star: Mort Mills (Robson), Paul Langton (Frisbee), X Brands (Spotted Tail), Anna Navarro (White Bird), Monte Blue (Nakoma), Peter Leeds (Shipley)

## Dead Man's Street
- Prima televisiva: 18 aprile 1960

### Trama
- Guest star: Barney Phillips (Ginnis), Wallace Ford (Murphy), Robert Bray (Alec Ferguson), Buddy Ebsen (Ferguson), Kelly Thordsen (Amos)

## Threat of Death
- Prima televisiva: 25 aprile 1960

### Trama
- Guest star: Elizabeth Allen (Ilona), Robert Middleton (Kreegar), William Campbell (Crail), King Calder (Holly Crail)

## Dealer's Choice
- Prima televisiva: 2 maggio 1960

### Trama
- Guest star: Patricia Barry (Phyllis Randolph), Robert Lowery (Galena), Robert Carson (Ward), Arthur Space (Arnold)

## Pearl Hart
- Prima televisiva: 9 maggio 1960

### Trama
- Guest star: Beverly Garland (Pearl Hart), Michael Pate (Hogan), Boyd Stockman (conducente), Stafford Repp (Henry), Jean Inness (Martha)

## Vasquez
- Prima televisiva: 16 maggio 1960

### Trama
- Guest star: Cesare Danova (Vasquez), Barbara Luna (Rosita), Rodolfo Hoyos, Jr. (Chavez), Jack Reitzen (Moreno), Hal John Norman (Indio George)

## Kid Brother
- Prima televisiva: 23 maggio 1960

### Trama
- Guest star: Larry Pennell (Ben Hardie), Lucy Marlow (Laurie), Richard Avonde (Le Main)

## Man for the Job
- Prima televisiva: 30 maggio 1960

### Trama
- Guest star: Harold Stone (Phil), Ken Lynch (Parker), Dennis Cross (Lambert), Regis Toomey (Hull), Al Wyatt (Garrett)